# Zeche Freudenberg (Mülheim)
Die Zeche Freudenberg ist ein ehemaliges Steinkohlenbergwerk in Mülheim. Das Bergwerk war auch unter dem Namen Freidenberger Kohlberg bekannt. Das Bergwerk gehörte zum Herrschaftsgebiet der Herrschaft Broich.

## Bergwerksgeschichte
In den Jahren 1734 bis 1736 wurde auf dem Bergwerk bereits Unterwerksbau betrieben. In dieser Zeit erfolgte die Wasserhaltung mittels Handpumpen. Etwa um das Jahr 1750 war das Bergwerk in Betrieb. Zu dieser Zeit wurde das Bergwerk Freidenberger Kohlberg genannt. Es wurde ein Stollen zusammen mit der Zeche Dimbeck betrieben. Der Stollen wurde unterhalb der Baumwollmanufaktur Luisenthal angesetzt und in östlicher Richtung aufgefahren. Der Stollen reichte nach der Fertigstellung von Luisenthal bis zur Walkmühle. Heute befinden sich in diesem Bereich die Straßen Lohscheidt, Hagdorn und Dimbeck. Allerdings waren in dem Bereich die Flöze durch eine Hauptverwerfung abgeschnitten, was dazu führte, dass vom Stollen kein weiterer Grubenbau aufgefahren wurde. Im Jahr 1796, um das Jahr 1839 sowie im Jahr 1842 war das Bergwerk nachweislich in Betrieb. Im Jahr 1851 wurde berichtet, dass die Zeche Freudenberg stillgelegt worden war, der genaue Zeitpunkt der Stilllegung ist jedoch nicht bekannt. Der Grund für die Stilllegung war die geologische Verwerfung.